# 德多山
64°39′S 62°33′W / 64.650°S 62.550°W
德多山（英語：Mount Dedo）是南極洲的山峰，位於葛拉漢地的丹科海岸，海拔高度695米，由比利時探險隊繪入地圖，該山峰現時由南極條約體系管理。